# جورجي نيكيتين
جورجي نيكيتين (بالروسية: Георгий Александрович Никитин)‏ هو مجدف روسي، ولد في 26 أبريل 1973.

## وصلات خارجية
- جورجي نيكيتين على موقع الاتحاد الدولي للتجديف (الإنجليزية)
- جورجي نيكيتين على موقع أوليمبيديا (الإنجليزية)